# Teletón 2008 (Chile)
La Teletón 2008 fue la vigésima segunda versión de la campaña solidaria realizada en Chile los días 28 y 29 de noviembre. El lema oficial de esta campaña fue «Gracias a ti, podemos seguir» y su foco estuvo en la conmemoración de los 30 años desde la primera Teletón, realizada en 1978. Catalina Aranda fue seleccionada como la niña símbolo de esta edición.
La actividad, transmitida por más de 27 horas consecutivas a través de los canales de la televisión chilena agrupados en ANATEL, se inició a las 22:00 horas del 28 de noviembre desde el Teatro Teletón, donde transcurrió la mayor parte del evento, sumado a diversos enlaces con otros eventos de menor envergadura a lo largo del país. La Teletón, al igual que en los últimos 13 años, realizó el cierre de la campaña en el Estadio Nacional Julio Martínez Prádanos, con un gran espectáculo en que participaron artistas chilenos e internacionales, a partir de las 22:00 horas del 29 de noviembre.
Luego de 28 horas y 28 minutos de transmisión ininterrumpida, el monto recaudado durante la jornada solidaria fue de CL$ 16 589 850 127, y el cierre de la transmisión oficial se produjo a las 03:00 horas. Por este motivo es que esta versión se transformó en la más extensa en la historia de la Teletón, puesto que duró cerca de 29 horas de transmisión en forma ininterrumpida. El 22 de diciembre se entregó el monto definitivo y alcanzó a los CL$ 22 533 294 849 (aprox. US$ 39 millones), un 69,93 % por sobre la meta original de CL$ 13 255 231 970, siendo la más exitosa desde la Teletón 1994.
Durante la campaña, Luis Haro estableció un nuevo récord mundial al jugar tenis por más de 60 horas para apoyar a la causa. Además, se recaudaron cerca de $8 000 000 000 en tan solo 7 horas.

## Antecedentes
Tras el éxito alcanzado durante la versión anterior –y tras 30 años de existencia– la campaña solidaria decidió marcar hitos en la versión de ese año. Mario Kreutzberger, el presentador y líder del evento, expresó en mayo que el principal objetivo del evento sería mostrar el éxito conseguido durante sus tres décadas de existencia a través de testimonios de profesionales de la salud, pacientes y sus familias, así como artistas y toda la comunidad que ha participado activamente en este evento.
Los principales líderes de la Fundación Teletón mencionaron la importancia de la recaudación de fondos para ese evento, puesto que en diciembre de 2009 no se llevó a cabo la cruzada por las elecciones presidenciales y elecciones parlamentarias, manteniendo la política de la fundación de evitar la utilización de esta actividad con fines políticos y electorales. Este hecho ha generado en múltiples ocasiones diversos problemas económicos para la organización debido al altísimo costo de los tratamientos y a la creciente demanda de nuevos pacientes discapacitados, además de la planificación y diseño de nuevos centros de rehabilitación. Por esta razón, los presentadores participantes han insistido a la audiencia en aumentar sus montos de cooperación para enfrentar los dos años siguientes.
En octubre, la Fundación Teletón hizo públicos dos grandes proyectos que deberían ser consolidados durante aquella campaña. El primero correspondió a la ampliación del Instituto Teletón de Santiago, que contemplaba la construcción de un total de 15 281 metros cuadrados adicionales a dicho recinto, y el cual estaba en etapa de evaluación por parte del Gobierno Regional Metropolitano. El segundo, en tanto, era la renovación del Teatro Teletón en el marco de la celebración del Bicentenario, para lo cual se contemplaba la construcción de un nuevo recinto con 1600 butacas y con las condiciones de espacio y tecnológicas para recibir cualquier número artístico, además de un subterráneo de 4 pisos, un centro de eventos y una torre de 9 pisos con plantas libres.
Adicionalmente, la campaña buscaría recaudar fondos para la construcción de cuatro Institutos de Rehabilitación en las ciudades de Calama, Coyhaique, Copiapó y Valdivia. Pese a las importantes donaciones durante la versión anterior para la construcción de un Instituto Teletón en Calama, diversos problemas retrasaron su aplicación. Algunos días antes del evento, el Gobierno de Chile donó a través del Ministerio de Bienes Nacionales los terrenos destinados para la construcción de los centros de Calama y Coyhaique.

## Campaña

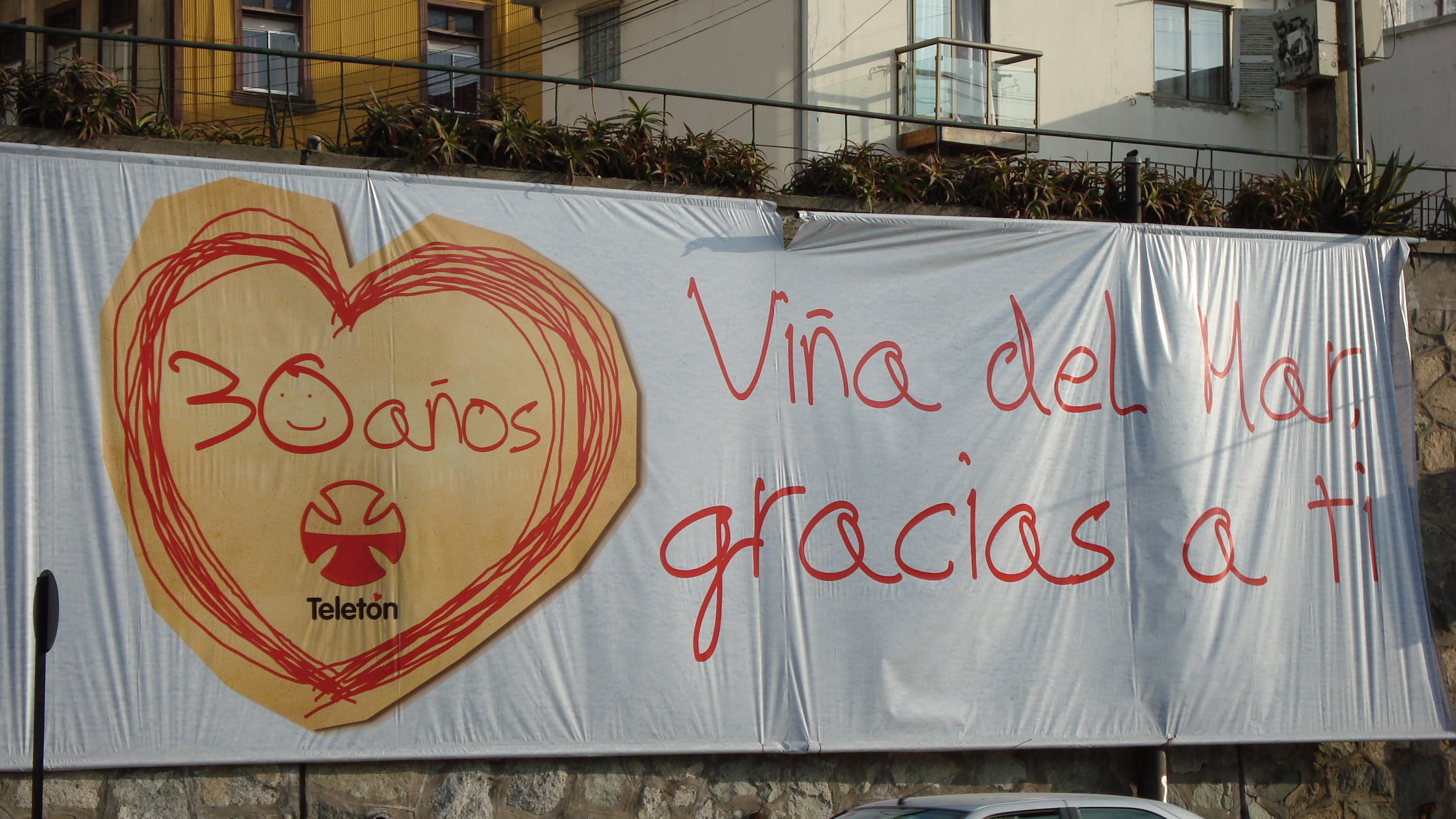
Cartel de agradecimiento a la Teletón durante los 30 años de existencia en Viña del Mar.

En los primeros días de junio, la Fundación Teletón lanzó el concurso "Pinta la Teletón" con el patrocinio del Ministerio de Educación y la Facultad de Artes de la Universidad de Chile y el auspicio de diversas empresas. El concurso buscaba acercar la campaña solidaria a los niños en etapa preescolar y escolar primaria, permitiendo que los mejores trabajos formaran parte de la campaña de promoción del evento. El plazo de recepción de las obras finalizó el 11 de julio, y la premiación fue realizada el 19 de agosto.
Originalmente, el lanzamiento público de la Teletón se realizaría el 30 de mayo de ese año en dependencias de la Escuela Básica "Benjamín Vicuña Mackenna" en Santiago, con la presencia del comunicador y líder de la campaña, Don Francisco. Sin embargo, y producto del duelo oficial decretado el día anterior por el Gobierno de Chile tras el accidente aéreo que costó la vida al entonces General Director de Carabineros de Chile, José Alejandro Bernales, y a otras 10 personas en Panamá, la fundación determinó suspender esta actividad y hacer el lanzamiento de manera privada.
Durante el mes de agosto, cuando en Chile se celebró el "Mes de la Solidaridad", Teletón lanzó una campaña de promoción que, a través de los medios de comunicación y de manera presencial, agradecía a todos quienes han hecho posible el desarrollo y crecimiento de dicha institución durante sus 30 años de existencia. La campaña, denominada "Orgullo Nacional", se extendió durante todo el mes de agosto, entregando el mensaje "Gracias a ti" a cada uno de los socios de esta obra. Para esto, miembros de los Institutos de Rehabilitación Infantil Teletón recorrieron Chile de norte a sur, agradeciendo a la comunidad, los gobiernos regionales y los medios de comunicación. A partir de ese mes, se emitieron por televisión los primeros spot con la frase "Gracias a ti y a todos los chilenos por regalarnos estos primeros 30 años de Teletón".
El lanzamiento oficial se realizó finalmente el día 3 de septiembre en el Teatro Teletón, el cual contó con la asistencia de las máximas autoridades de la institución, representantes gubernamentales y de medios de comunicación, artistas y diversas personas ligadas a la obra benéfica. Durante el evento se presentó a Catalina Aranda, la niña de 11 años elegida como símbolo de la campaña, y el himno "Gracias a ti", compuesto por Alberto Plaza y Mario Guerrero e interpretado por destacados artistas nacionales. La campaña publicitaria, que comenzaría en las semanas siguientes a difundirse en los medios de comunicación, fue desarrollada por la Agencia de Publicidad Prolam Young & Rubicam y contó con la participación del cineasta chileno Andrés Wood.
Asimismo, el 5 de septiembre se presentó el programa "Embajadores Teletón", iniciativa organizada por la Fundación Teletón y que busca transformar este novedoso proyecto de marketing social en un proyecto corporativo de Responsabilidad social empresarial. Al evento, realizado en el Teatro Teletón, asistieron trabajadores de las empresas auspiciadoras de la campaña, quienes fueron designados representantes oficiales de la fundación en la empresa con el fin de apoyar activamente la creación y el desarrollo de las iniciativas de promoción del evento Teletón en su entorno laboral.

### Etapa final

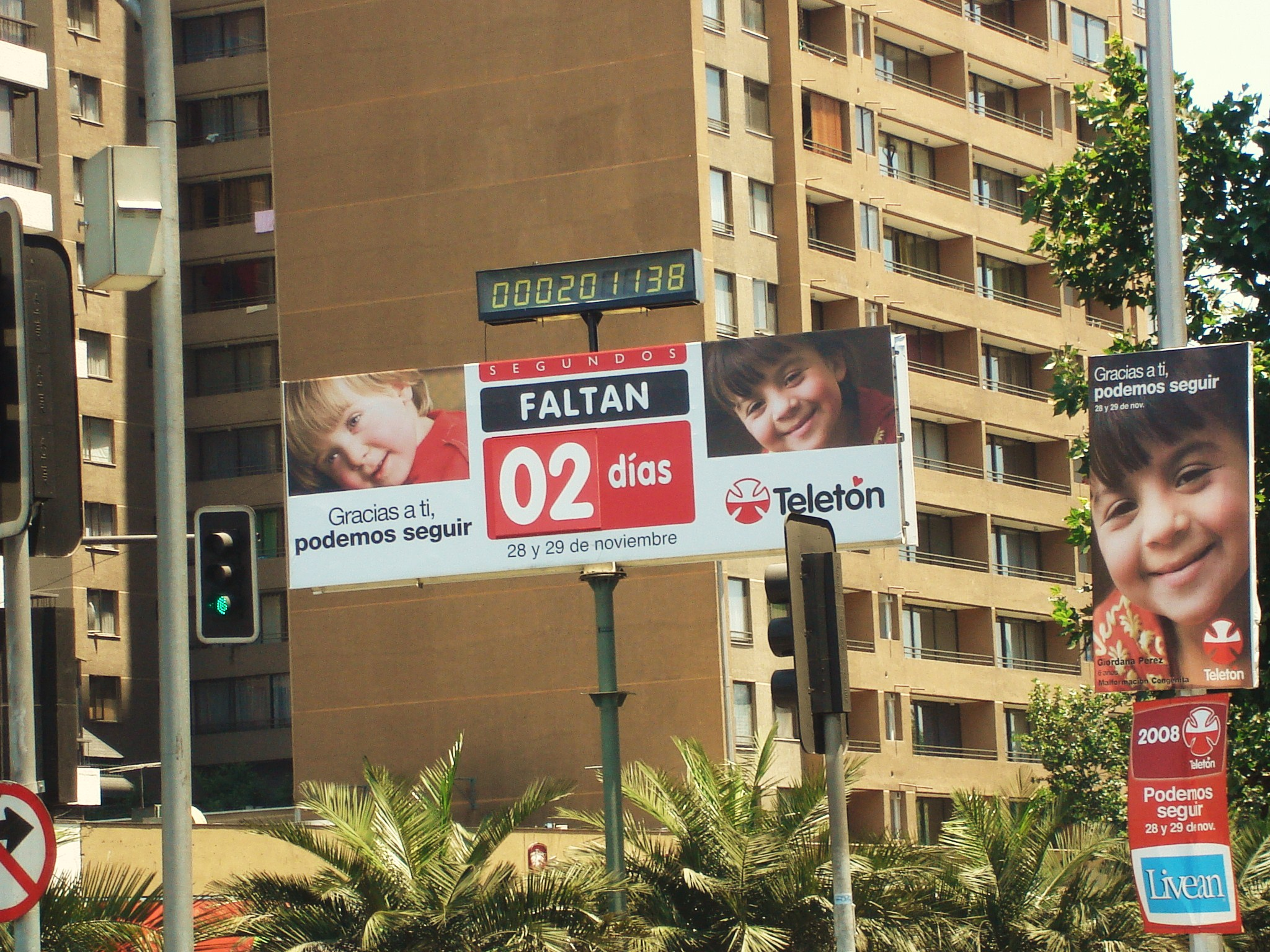
Letrero promocional en la Plaza Baquedano, Santiago de Chile.

Pese a que la presentación oficial de la campaña solidaria se realizó en septiembre, y que desde ese instante ya se podía ver diversos anuncios promoviendo el evento, el 27 de octubre se relanzó la campaña de la Teletón en el Hotel Hyatt de Santiago, con la presencia de Don Francisco y diferentes artistas chilenos. El relanzamiento marcó el inicio de la etapa final de la campaña de difusión para esta edición, la cual comenzó inmediatamente culminadas las elecciones municipales de aquel año.
Durante el evento, se presentó la estructura del show televisivo, que incluyó un sinnúmero de artistas chilenos y extranjeros y secciones tan populares como la "Vedetón", el "Bailetón" y "Levántate papito", además de segmentos de humor y un partido de showbol organizado por el exfutbolista chileno Iván Zamorano. En este contexto, al mediodía del 28 de octubre se inauguró un monumental letrero promocional de la campaña y que fue instalado en el sector de Plaza Baquedano (tradicional punto de reunión en Santiago) para recordar los días y segundos que restaban para el inicio del evento.
Durante noviembre, se desarrolló la clásica "Gira de la Teletón" a través del país, encabezada por Don Francisco y fue apoyada principalmente por varios animadores y artistas que se sumaron voluntariamente. En la gira hubo varios sucesos que ocuparon las portadas de los diarios relacionadas con el espectáculo, además del anuncio de la inauguración del Centro de Rehabilitación de Valdivia para 2010 y el ataque de una mujer karateca al guitarrista del grupo Chancho en Piedra por una canción cantada durante el acto en la ciudad de Puerto Montt. Horas antes de iniciar la Teletón, el empresario Pedro Lizana, señaló que "la Teletón es una vergüenza nacional, puesto que la discapacidad es una tarea del Estado y no un espectáculo", mismas declaraciones que emitió Gladys Marín en 2002.

## Artistas

### Animadores

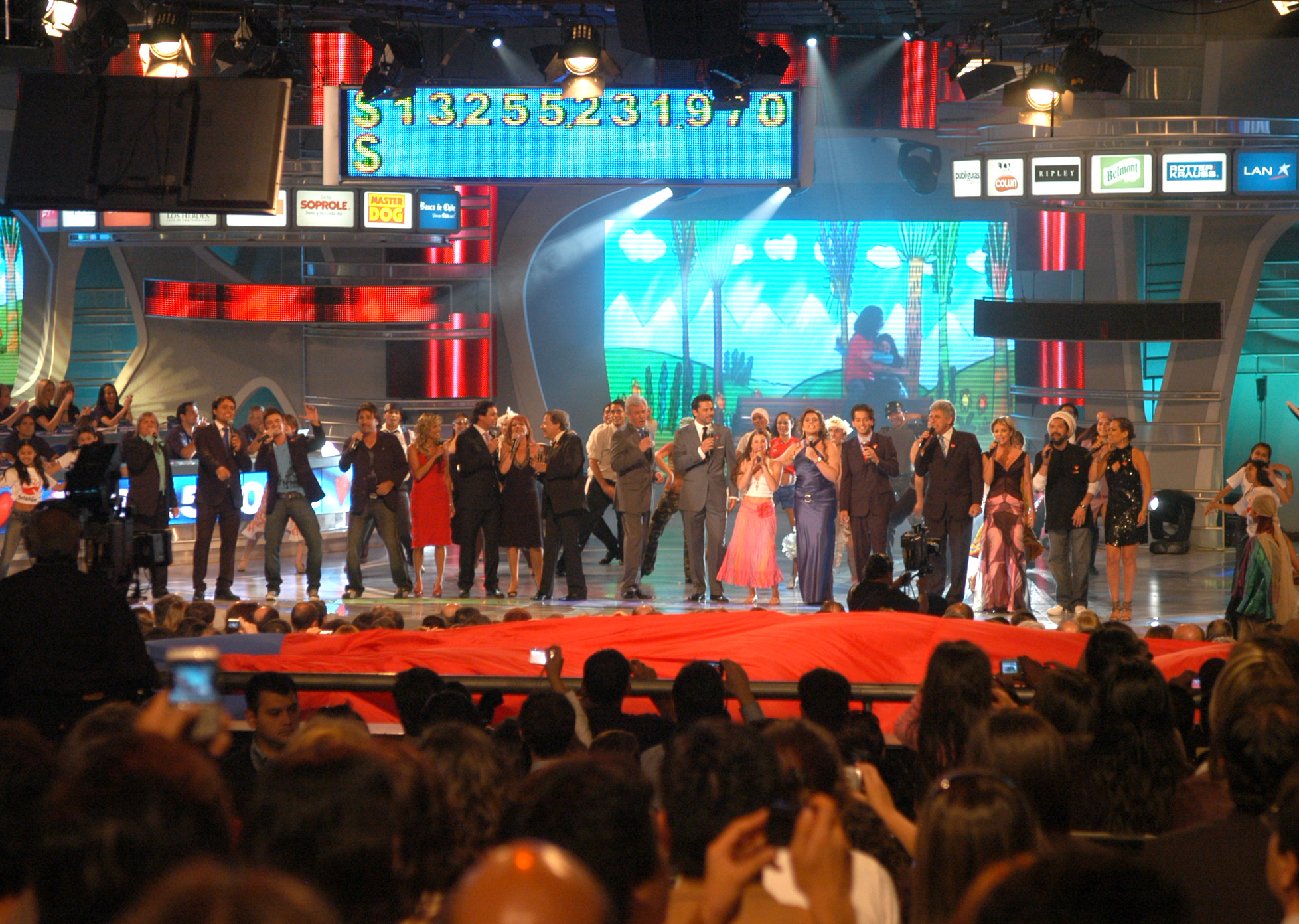
Inauguración de la Teletón 2008.

El evento, al igual que desde sus inicios, fue presentado por Mario Kreutzberger (más conocido como Don Francisco), acompañado por diferentes presentadores de las diferentes redes de televisión chilena que transmiten este programa.
Inicialmente, los presentadores designados por cada estación afiliada a Anatel son: 
| - Rafael Araneda - Televisión Nacional de Chile - Felipe Camiroaga - Televisión Nacional de Chile - Leo Caprile - Chilevisión - Claudia Conserva - Red Televisión - Julián Elfenbein - Chilevisión - Eva Gómez - Chilevisión - Luis Jara - Canal 13 - Vivi Kreutzberger - Canal 13 - Cecilia Bolocco (Solo en el Estadio Nacional) - Sergio Lagos - Canal 13 | - Kike Morandé - Mega - Javier Olivares - UCV Televisión - Ana María Polo - Mega - Tonka Tomicic - Televisión Nacional de Chile - Juan Carlos Valdivia - Red Televisión - Daniel Valenzuela - Telecanal - José Miguel Viñuela - Mega - Antonio Vodanovic - Telecanal. |

Así mismo, y al igual que en otras versiones del evento, cinco animadores mostraron en directo lo que sucede en diferentes ciudades del país:
- Soledad Onetto - Canal 13: Desde Arica a Copiapó
- Catalina Palacios - Chilevisión: Desde La Serena a Santiago
- Karen Doggenweiler - Televisión Nacional de Chile: Desde Concepción a Santiago
- Magdalena Montes - Mega: Desde Ancud a Concepción
- Giancarlo Petaccia - Mega: Desde Coyhaique a Punta Arenas

En el Teatro Teletón, 17 animadores y personajes de la televisión fueron encargados de atender los teléfonos para contactar con las sucursales del Banco de Chile.
| - XV Región: Eduardo Fuentes - Canal 13 - I Región: Fernando Godoy - Mega - II Región: Julia Vial - Red Televisión - III Región: Hotuiti Teao - Chilevisión - IV Región: Andrea Molina - Mega - V Región: Claudio Elórtegui - UCV Televisión - Región Metrop.: Fernando González - VI Región: Raquel Argandoña - Canal 13 - VII Región: Krishna Navas - Telecanal | - VIII Región: Pablo Millas - Telecanal - IX Región: Cristián Briceño - Red Televisión - XIV Región: Martín Cárcamo - Televisión Nacional de Chile - X Región: Soledad Bacarreza - Canal 13 - XI Región: Katherine Salosny - Televisión Nacional de Chile - XII Región: Jordi Castell - Chilevisión - Internacional: Cristián de la Fuente - Mega - Internet: Fernando Paulsen - Chilevisión |

### Artistas nacionales e internacionales
Los siguientes artistas participaron en el evento fueron:
| - Axel - Chancho en Piedra - Elvis Crespo - Beto Cuevas - Cecilia - Daddy Yankee - Pedro Fernández - Luis Fonsi - Myriam Hernández | - Alberto Plaza (intérprete del himno oficial «Gracias a ti») - Mario Guerrero (intérprete del himno oficial «Gracias a ti») - Pablo Herrera (intérprete del himno oficial «Gracias a ti») - Quique Neira (intérprete del himno oficial «Gracias a ti») - Andrea Tessa (intérprete del himno oficial «Gracias a ti») - Gloria Simonetti (intérprete del himno oficial «Gracias a ti») - Roberto Márquez (intérprete del himno oficial «Gracias a ti») - José Alfredo Fuentes (intérprete del himno oficial «Gracias a ti») - Buddy Richard (intérprete del himno oficial «Gracias a ti») - Sabina Odone (intérprete del himno oficial «Gracias a ti») | - La Noche - Enrique Iglesias - Illapu - Stefan Kramer - Ricardo Montaner - Natalino - Rupertina - Álvaro Salas - Tito "El Bambino" |

## Evento
El evento fue transmitido y producido por los canales asociados a ANATEL.
- Telecanal
- Red Televisión
- UCV Televisión
- TVN
- Mega
- Chilevisión
- Canal 13

A estos canales se sumó Más Canal 22 que transmitió las primeras horas del evento hasta la 01:00 y las últimas desde las 22:00 del 29 de noviembre. A nivel internacional, TV Chile transmitió el evento completo, el cual también estuvo disponible en directo a través del sitio web oficial. La transmisión conjunta solo fue suspendida entre las 21 y las 22, cuando cada canal transmitió su propio programa y/o noticiario.

### Cronología
Todas las horas expresadas corresponden al horario local de Chile continental (UTC-3)
| Horario                                | Bloque                  | Contenido y presentaciones musicales |
| -------------------------------------- | ----------------------- | --- |
| 22:00 - 01:00                          | Obertura                | El evento empezó con un homenaje de la Teletón, ya que la campaña solidaria cumplió los 30 años desde que ha empezado y comenzó con el himno oficial interpretado por Mario Guerrero, Gloria Simonetti, Quique Neira, Vanessa Aguilera, entre otros artistas chilenos. A continuación se presentó el discurso emotivo de Don Francisco. Después se presentó el discurso de la entonces presidenta de la República Michelle Bachelet, a dar su donación y motivar a los chilenos a cooperar por la gran causa solidaria. Más tarde se contó con la presentación de los animadores, los telefonistas, y del humor de Stefan Kramer y Álvaro Salas. También más tarde antes de empezar el siguiente bloque Felipe Camiroaga, dio la presentación a la abogada más querida la doctora Ana María Polo que se sintió muy emocionada por la causa solidaria. Presentaciones musicales - Mario Guerrero, Douglas, Juan Carlos Duque, Pollo Fuentes, Gloria Simonneti, Quique Neira, Andrea Tessa - Gracias a ti, podemos seguir - Pedro Fernández - Mi forma de sentir / Me encantas - Natalino - Ángel del pasado |
| 01:20 - 03:30                          | 30 años de humor        | Este bloque fue presentado por Leo Caprile, Tonka Tomicic, Juan Carlos Valdivia, Kike Morandé y Rafael Araneda, contó con los 30 años del humor y con la presentación de Álvaro Salas y duplas humorísticas que han pasado por el escenario de la Teletón como Antonio Vodanovic y Patricia Maldonado como «La cuatro dientes», el «Profesor Salomón» y Don Francisco como «Tutu Tutu». También se volvió a reunir la histórica dupla humorística de Don Francisco y Mandolino. |
| 03:30 - 05:30                          | Bailetón                | Este bloque fue presentado por Vivi Kreutzberger, José Miguel Viñuela, Julián Elfenbein, Luis Jara, Sergio Lagos y Rafael Araneda, transmitido desde el Teatro Caupolicán. Para empezar con el bailongo, Vivi Kreutzberger bailó como Raffaella Carrà, luego fueron presentados los 30 participantes tales como, Willy Sabor, Renata Bravo, Alejandro Chávez, Pancho del Sur, entre otros. El jurado fue compuesto por Ricarte Soto, Raquel Argandoña, Eduardo Bonvallet e Ítalo Passalacqua. La pareja ganadora fue Willy Sabor y Sarita Vásquez. |
| 05:40 - 07:10                          | Vedetón                 | Este bloque fue conducido por Kike Morandé, Juan Carlos Valdivia y Felipe Camiroaga. Comenzó con un homenaje de los 30 años de la Vedetón y también con las presentaciones de los bailes de Daniela Campos y Andrea Dellacasa. En el humor la actuación de Mauricio Flores junto a Francesca Cigna, Gisela Molinero y Patricia Cofré y también con el personaje Che Copete, El poeta y la modelo Pamela Díaz. Presentaciones musicales - Garras de amor - Gotitas de lluvia |
| 07:10 - 08:00                          | Amanece Chile           | Conducido por Rafael Araneda y Kike Morandé. En este bloque se realizaron enlaces desde Valparaíso, con un desayuno para animar a todos los chilenos, con una freitón y donaciones. Además se realizaron despachos desde las sucursales del Banco de Chile y se mostraron historias de esfuerzo. Presentaciones musicales - Los Afuerinos - Cuecas |
| 08:00 - 08:30                          | Noticias Teletón        | Juan José Lavín, Gabriela Núñez y José Luis Repenning. Revisión de las principales informaciones de la jornada solidaria. |
| 08:30 - 10:40                          | Despierta Chile         | Con un musical de los principales chefs del país se dio inicio al bloque matinal. Este bloque fue conducido por Vivi Kreutzberger, Tonka Tomicic, Sergio Lagos, Claudia Conserva, Eva Gómez y Ana María Polo. Se hicieron enlaces desde distintas ciudades del país con desayunos y donaciones. Además se dio inicio a la Tarea Líder y Ripley. Presentaciones musicales - Los Charros de Lumaco - Cómo dejar de amarte |
| 10:55 - 12:30                          | Levántate, papito       | Tuvo como inicio homenajes a grandes programas infantiles como Cachureos, Profesor Rossa, y entre otros programas más. Contó con las participaciones de diversos rostros de televisión como Martín Cárcamo, Fernando Godoy, Gianella Marengo y las chicas de BKN, Vanessa Aguilera, Camila López, Vesta Lugg y Paulina Prohaska. También se dio una breve presentación al programa infantil Cachureos por Marcelo Hernández, donde se representaron grandes temas del programa, y dio término con la presentación final de BKN y Amango con "Celebra la vida". Presentaciones musicales - Homenaje a programas infantiles- Pin Pon / Los Bochincheros / Profesor Rossa / Cachureos / 31 Minutos / Amango / BKN - Banda de la Fuerza Aérea de Chile - Amango - Yo quiero volar - BKN - No voy a cambiar /Donde nos van a ganar - Cachureos - Himno de Cachureos / La chica Yeye / La mosca / Congelao - Gabriela Erns, Javier Castillo, Felipe Morales y Denise Rosenthal - Celebra la vida |
| 12:30 - 14:26                          | Showbol                 | Bloque conducido por Fernando Solabarrieta y comentado por Aldo Schiappacasse, Felipe Bianchi y Rodrigo Sepúlveda. En el Polideportivo de Viña del Mar, se jugó un partido de showbol, que enfrentó a dos equipos: - El equipo chileno fue compuesto por ex seleccionados como Iván Zamorano, Marcelo Salas, Gabriel Mendoza, Fabián Estay, Pedro Reyes y Sergio Vargas, y que tuvo como director técnico a Claudio Borghi. - El equipo americano fue compuesto por estrellas como Carlos Valderrama, Marco Etcheverry, Enzo Francescoli, Sergio Goycoechea, Carlos Gamarra, Alex Aguinaga y Luis Hernández y que tuvo como director técnico a Nelson Acosta. El árbitro fue Rubén Selmán y el resultado fue de 9-6 favorable al equipo americano. |
| 14:30 - 14:55                          | Noticias.               | Carolina Urrejola, Felipe Vidal y Karina Álvarez |
| 15:00 - 17:55                          | El mejor de los mejores | Este bloque se inició con la presentación de un musical de las jurados Patricia Maldonado, Julia Vial, Francisca García-Huidobro y Fernanda Hansen. Entre los candidatos estaban Pedro Lladser, Carlos Caszely, Ramón Farías, Fernando Godoy, Guido Vecchiola y Carlos Embry, quienes ya habían sido ganadores de los Mister Teletón anteriores. También se contó con la participación de Felipe Camiroaga, interpretando a su personaje «Luciano Bello», quien fue acompañado por el locutor del Buenos días a todos Patricio Frez y Daniel Sagüés, quien imitó a Luis Dimas. Presentaciones musicales - Ricardo Montaner - El poder del amor |
| 18:00 - 21:00                          | Estelar                 | Bloque Final en el Teatro Teletón. Un musical de Los Maipucitos y grupos folclóricos chilenos dio inicio a este segmento. Se exhibieron emocionantes historias de rehabilitación y los últimos despachos desde otras regiones. Presentaciones musicales - Maipucitos y grupos folclóricos - mix de cuecas - Nueva Ola - Peter Rock, Luis Dimas, Luz Eliana, Germán Casas - Musical de los años 80 - Valija Diplomática, Juan Antonio Labra, Cristóbal y Pancho Puelma - Gloria Benavides - Medley de éxitos con sus personajes. - Douglas y Andrés de León junto a coro Teletón - Todo se puede lograr |
| Noticieros de cada canal (21:00-21:59) |                         | |
| 22:00 - 03:00                          | Cierre                  | Bloque de cierre de la campaña en el Estadio Nacional Julio Martínez Prádanos y que se inició con un musical de Luis Jara cantando la canción sueña de Luis Miguel. Se alcanzó la meta cerca de la 01:46 de la madrugada del domingo 30 de noviembre y el cómputo final a las 02:28 fue de $ 16 589 850 127. Presentaciones musicales - Enrique Iglesias - Dónde están corazón / Lloro por ti / Dímelo. - Ricardo Montaner - Las cosas son como son / En el último lugar del mundo. - Illapu - Candombe para José / Vuelvo - Chancho en Piedra - Cóndor - Axel - Tu amor por siempre / Celebra la vida - Tito el Bambino - El Tra / Flow natural / En la disco - Pedro Fernández - Dime mi amor / Me encantas. - Cecilia Pantoja - Baño de mar a medianoche - Luis Fonsi - ¿Quién te dijo eso? / No me doy por vencido. - Los Jaivas - Mira niñita / Todos juntos. - Rupertina - Bafochi - Elvis Crespo - Suavemente / Píntame. - Myriam Hernández - Dónde estará mi primavera / Vuela muy alto. - Natalino - Desde que te vi. - Ballet Teletón - Medley de éxitos bailables de todos los tiempos - La Noche - Que nadie se entere / Es el amor. - Beto Cuevas - Vuelvo / El duelo. - Daddy Yankee - Pose / Llamado de emergencia / Ella me levantó. |

## Aportes monetarios

### Cómputos parciales

Recaudación de la Teletón 2008, en gris la Teletón 2007.

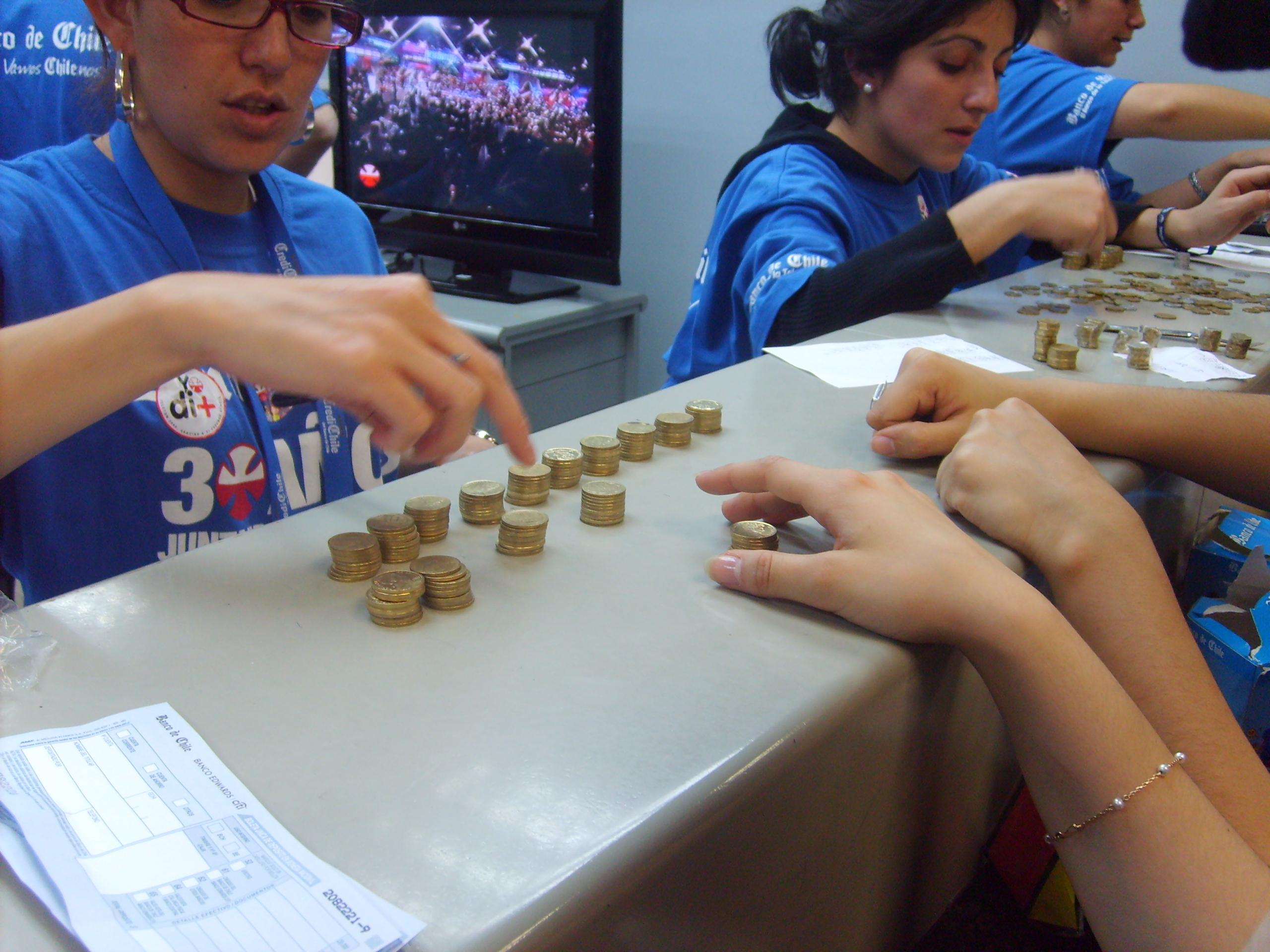
Público realizando su donación en una sucursal del Banco de Chile.

En total se entregaron 16 cómputos parciales y son los que se presentan a continuación, sin considerar la primera donación y la cantidad total que aportaron las 26 empresas auspiciadoras de la Teletón.
| Hora    | Monto en pesos   | % meta   | Monto en dólares | Monto en euros |
| ------- | ---------------- | -------- | ---------------- | -------------- |
| 22:38   | $ 512 535        | < 0,01 % | 771              | 607 €          |
| 23:39   | $ 3 244 086 854  | 24,47 %  | $ 4 848 392      | 3 822 716 €    |
| 00:57   | $ 3 951 295 114  | 29,81 %  | $ 5 906 271      | 4 656 800 €    |
| 04:11   | $ 4 313 806 618  | 32,54 %  | $ 6 448 141      | 5 084 038 €    |
| 09:10   | $ 4 585 144 642  | 34,59 %  | $ 6 853 729      | 5 403 824 €    |
| 12:33   | $ 4 832 246 364  | 36,46 %  | $ 7 223 089      | 5 695 046 €    |
| 15:10   | $ 5 293 308 149  | 39,93 %  | $ 7 912 269      | 6 238 430 €    |
| 16:18   | $ 6 022 018 554  | 45,43 %  | $ 9 001 523      | 7 097 252 €    |
| 18:34   | $ 7 015 417 954  | 52,93 %  | $ 10 486 425     | 8 268 023 €    |
| 20:01   | $ 7 916 405 918  | 59,72 %  | $ 11 833 811     | 9 329 401 €    |
| 20:59   | $ 8 560 060 238  | 64,57 %  | $ 12 806 601     | 10 087 951 €   |
| 22:55   | $ 9 321 576 977  | 70,32 %  | $ 13 933 598     | 10 985 948 €   |
| 23:47   | $ 11 053 386 663 | 83,38 %  | $ 16 523 116     | 13 026 246 €   |
| 00:29   | $ 12 170 774 966 | 91,82 %  | $ 18 192 489     | 14 343 872 €   |
| 00:55   | $ 12 785 654 082 | 96,46 %  | $ 19 111 591     | 15 068 538 €   |
| 01:46   | $ 14 763 943 628 | 113,38 % | $ 22 068 675     | 17 400 051 €   |
| 02:30   | $ 16 589 850 127 | 125,16 % | $ 24 797 982     | 19 551 974 €   |
| 22 dic. | $ 22 533 294 849 | 169,93 % | $ 43 462 185     | 36 854 223 €   |

### Empresas auspiciadoras

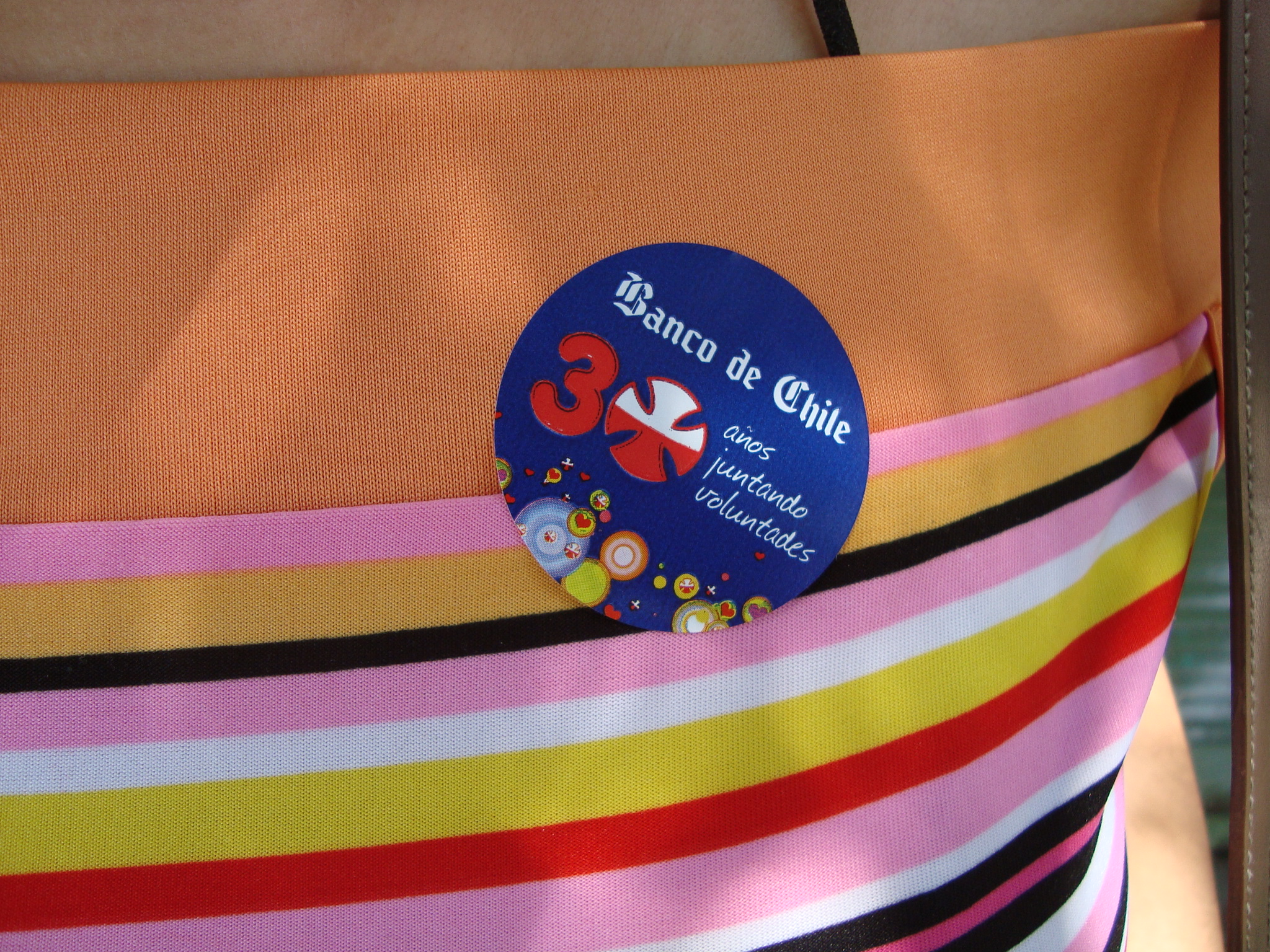
Distintivo de colaboración con la Teletón.

Al igual que los últimos años, las 31 empresas auspiciadoras han realizado su aporte total en una sola donación. El monto aportado ascendió a $3 243 574 119, lo que equivale al 24,4% de la meta final.
| Empresa           | Giro                     | Monto en pesos | Monto en dólares | Monto en euros |
| ----------------- | ------------------------ | -------------- | ---------------- | -------------- |
| Aceite Belmont    | Aceites                  | 88 113 457     | 103 846          | 131 709        |
| Banco de Chile    | Banco                    | 510 024 503    | 763 041          | 600 977        |
| Cachantún         | Agua mineral             | 337 076 449    | 503 851          | 397.262        |
| Campanario        | Pisco                    | 337 076 449    | 503 851          | 397.262        |
| Cerveza Cristal   | Cerveza                  | 337 076 449    | 503 851          | 397.262        |
| Pepsi             | Gaseosa                  | 337 076 449    | 503 851          | 397.262        |
| Cepech            | Preuniversitario         | 90 998 590     | 136 022          | 107 246        |
| Claro             | Telefonía móvil          | 115 152 390    | 172 126          | 135 713        |
| Colún             | Productos lácteos        | 101 320 510    | 119 411          | 151 451        |
| Confort           | Papel higiénico          | 182 000        | 272 048          | 214 496        |
| LadySoft          | Toallas femeninas        | 182 000        | 272 048          | 214 496        |
| Johnson's         | Tiendas por departamento | 150 264 213    | 224 610          | 177 094        |
| LAN Airlines      | Aerolínea                | 120 000        | 141 426          | 179 372        |
| Livean            | Jugo en polvo            | 190 000        | 284 006          | 223 925        |
| Lucchetti         | Pastas                   | 190 000        | 284 006          | 223 925        |
| Los Héroes        | Caja de compensación     |                |                  |                |
| Loto              | Juegos de azar           | 80 264 213     | 119 976          | 94 595         |
| Mabe              | Electrodomésticos        | 80 264 213     | 119 976          | 94 595         |
| Master Dog        | Alimento para perros     | 81 709 656     | 96 299           | 122 137        |
| Omo               | Detergentes              | 110 000        | 164 569          | 129 633        |
| Pan Ideal         | Panes                    | 104 918 558    | 156 829          | 123 652        |
| Pampers           | Pañales                  | 100 000        | 149 477          | 117 855        |
| Publiguías        | Guías telefónicas        | 87 777 007     | 131 206          | 103 450        |
| Ripley            | Tiendas por departamento | 300 000        | 448 430          | 353 565        |
| Rotter & Krauss   | Ópticas                  | 86 194 986     | 128 842          | 101 585        |
| Sodimac           | Tienda de retail         | 400 662 626    | 598 898          | 472 201        |
| Soprole           | Productos lácteos        | 160 288 875    | 239 595          | 188 908        |
| Tapsin            | Farmacéutica             | 90 235 540     | 134 881          | 106 347        |
| Té Supremo        | Té                       | 92 000         | 137 519          | 108 427        |
| Pinturas Tricolor | Pinturas                 | 90 381 477     | 106 519          | 135 099        |

#### Tareas
- Supermercados Líder donarían $ 100 millones en caso de que se logren realizar 400 000 compras entre las 09:00 y 16:00 horas. A las 15:30 horas, la primera meta fue superada y fue ampliada a una segunda meta de alcanzar 400 000 compras adicionales antes del cierre de los locales, duplicando el monto inicial.
- Ripley donaría una máquina Lokomat para otro centro de rehabilitación en caso de alcanzar 40 000 compras durante la jornada del sábado. La meta fue superada, y donarían otra máquina si se superaban las 70 000 compras.  A las 20:00 horas, indicaron que sus locales permanecerán abiertos hasta más tarde de la hora habitual, y si llegaban a la meta de las 70 000 compras, además de los dos Lokomat, donarían 50 000 000 de pesos extra a la fundación, cosa que finalmente se cumplió.
- Homecenter Sodimac donaría $ 60 millones si reunían más de 2000 personas con herramientas en el local de Avenida Vicuña Mackenna con Américo Vespucio entre las 14:00 y 17:00 horas del sábado. La meta se cumplió cerca de las 18:30 horas, y los $60 millones fueron entregados a la Teletón.

### Remates
Como todos los años, se realizaron los clásicos remates de objetos donados voluntariamente. Los resultados de esta edición fueron:
| Objeto                                  | Descripción                                                            | Monto inicial | Monto final |
| Jockey del Torneo de Roland Garros      | Autografiado por Roger Federer y Rafael Nadal                          | $ 500 000     | $ 2 100 000 |
| Moái de piedra                          | Tallado por el padre de Hotuiti Teao                                   | $ 50 000      | $ 200 000   |
| Sombrero                                | Donado por Fernando Godoy                                              | $ 50 000      | $ 60 000    |
| Raqueta y bolso de tenis                | Donado por Fernando González                                           | $ 1 000       | $ 3 200 000 |
| Afiche de la película Driven            | Autografiado por Cristián de la Fuente                                 | $ 100 000     | $ 300 000   |
| Cuadro                                  | Donado por Pablo Millas                                                | $ 300 000     | $ 360 000   |
| Poleras del programa El último pasajero | Utilizadas y donadas por Martín Cárcamo                                | $ 20 000      | $ 115 000   |
| Souvenirs de Pekín                      | Comprados por Soledad Bacarreza en los Juegos Olímpicos de Pekín 2008  | $15 000       | $68.000     |
| Anteojos Ray Ban                        | Los usó Ignacio Gutiérrez                                              | $50 000       | $200 000    |
| Vestido metálico                        | Fue utilizado por Raquel Argandoña en el Festival de Viña del Mar 1981 | $1 000        | $9 500 000  |
| Muñeca Barbie                           | Perteneció a Andrea Molina                                             | $20 000       | $90 000     |
| Calzoncillos Superman                   | Usados por Jordi Castell                                               | $20 000       | $110 000    |

### Aportes de privados
Los donativos más grandes de la jornada, y de toda la historia de la Teletón (hasta esa fecha) fueron entregados por los empresarios Leonardo Farkas y José Luis Nazar, donando cada uno $ 1000 millones (US$ 1,5 millones, aprox.), a las 23:29 y 00:53 horas respectivamente. Ambas donaciones fueron efectuadas a título personal y no representaron a sus empresas, sin embargo el empresario minero reconoció en el diario Las Últimas Noticias que 50 de los 1000 millones eran de la Minera Santa Fe.